# Amata (mitologia)
Secondo l'Eneide di Virgilio, Amata era moglie del re Latino e madre di Lavinia, futura sposa di Enea.

## Il mito
Virgilio racconta che, spinta dalla furia Aletto, a sua volta inviata da Giunone (acerrima nemica dei Troiani), Amata cercò in tutti i modi di opporsi alla decisione del marito Latino di dare in sposa ad Enea la figlia Lavinia, peraltro già promessa a Turno, re dei Rutuli. Per impedire le nozze tra Lavinia ed Enea, Amata nascose la figlia nei boschi. Quando poi il conflitto tra Rutuli e Troiani volse a favore di questi ultimi, Amata, sentendosi responsabile dell'accaduto, si uccise impiccandosi:
quae totam luctu concussit funditus urbem.
regina ut tectis uenientem prospicit hostem,
incessi muros, ignis ad tecta uolare,
nusquam acies contra Rutulas, nulla agmina Turni,
infelix pugnae iuuenem in certamine credit
exstinctum et subito mentem turbata dolore
se causam clamat crimenque caputque malorum,
multaque per maestum demens effata furorem
purpureos moritura manu discindit amictus
Timor, confusïone e duolo accrebbe
Agli afflitti Latini, e pose in pianto
Il popol tutto: e fu che la reina,
Visto da lunge incontro a la cittade
Venire i Teucri, e già le faci e l’armi
Volar per entro, e piú nulla sentendo
O vedendo de’ Rutuli o di Turno.
Onde aita o speranza le venisse,
Si credè la meschina che già l’oste
Fosse sconfitto, e ’l genero caduto,
Ogni cosa in ruina. E presa e vinta
Da súbito dolore, alto gridando:
Ah! ch’io la colpa, disse, io la cagione,
Io l’origine son di tanto male.
E dopo molto affliggersi e dolersi,
Già furïosa e di morir disposta
Il petto aprissi, e la purpurea veste
Si squarciò, si percosse, e de l’infame
Nodo il collo s’avvinse, e strangolossi.»
(Virgilio, Eneide, canto XII, vv. 593-603 - traduzione di Annibale Caro)
Secondo un'altra versione del mitico scontro tra Latini e Rutuli, Amata sarebbe stata invece cugina di Turno, un disertore latino, posto a capo dell'esercito dei Rutuli.

## Nella cultura di massa
- La regina Amata è citata  da Dante Alighieri nel canto XVII del Purgatorio:

sé per sé stessa, a guisa d’una bulla

cui manca l’acqua sotto qual si feo,

surse in mia visïone una fanciulla

piangendo forte, e dicea: "O regina,

perché per ira hai voluto esser nulla?

Ancisa t’ hai per non perder Lavina;

or m’ hai perduta!»
(Dante Alighieri, Purgatorio, Canto XVII, vv. 31-38)